# Casinaria varians
Casinaria varians là một loài tò vò trong họ Ichneumonidae.